# Camucia
Camucia is een plaats (frazione) in de Italiaanse gemeente Cortona, provincie Arezzo in de regio Toscane. De plaats had in 2001 bijna 5600 inwoners en ligt op 273 meter hoogte. Beschermheilige is Margaretha van Cortona.

## Bezienswaardigheden
De archeoloog Alessandro François ontdekte er in 1842 een Etruskische grafheuvel.

## Impressie

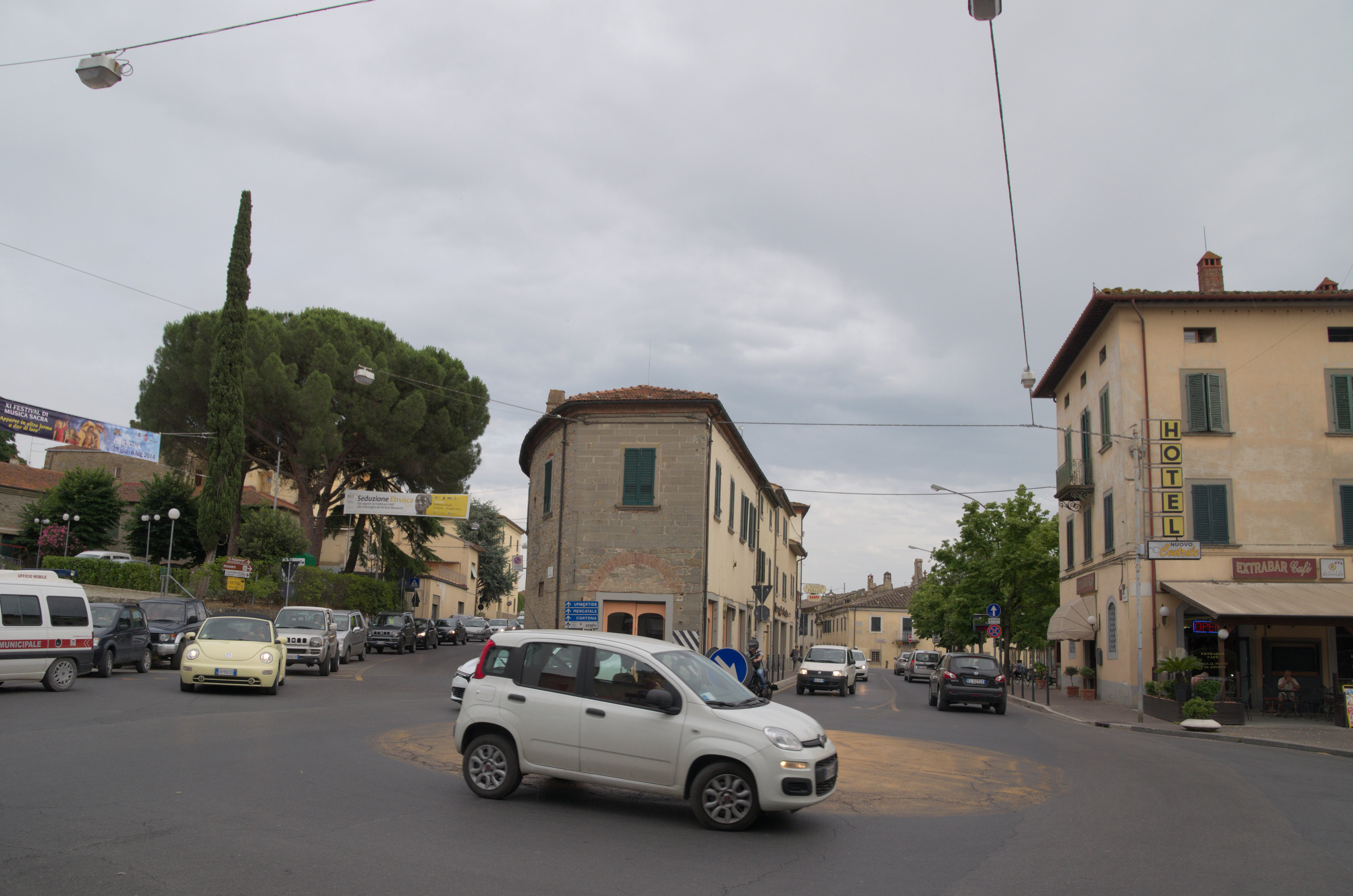
Plein in het centrum van Camucia
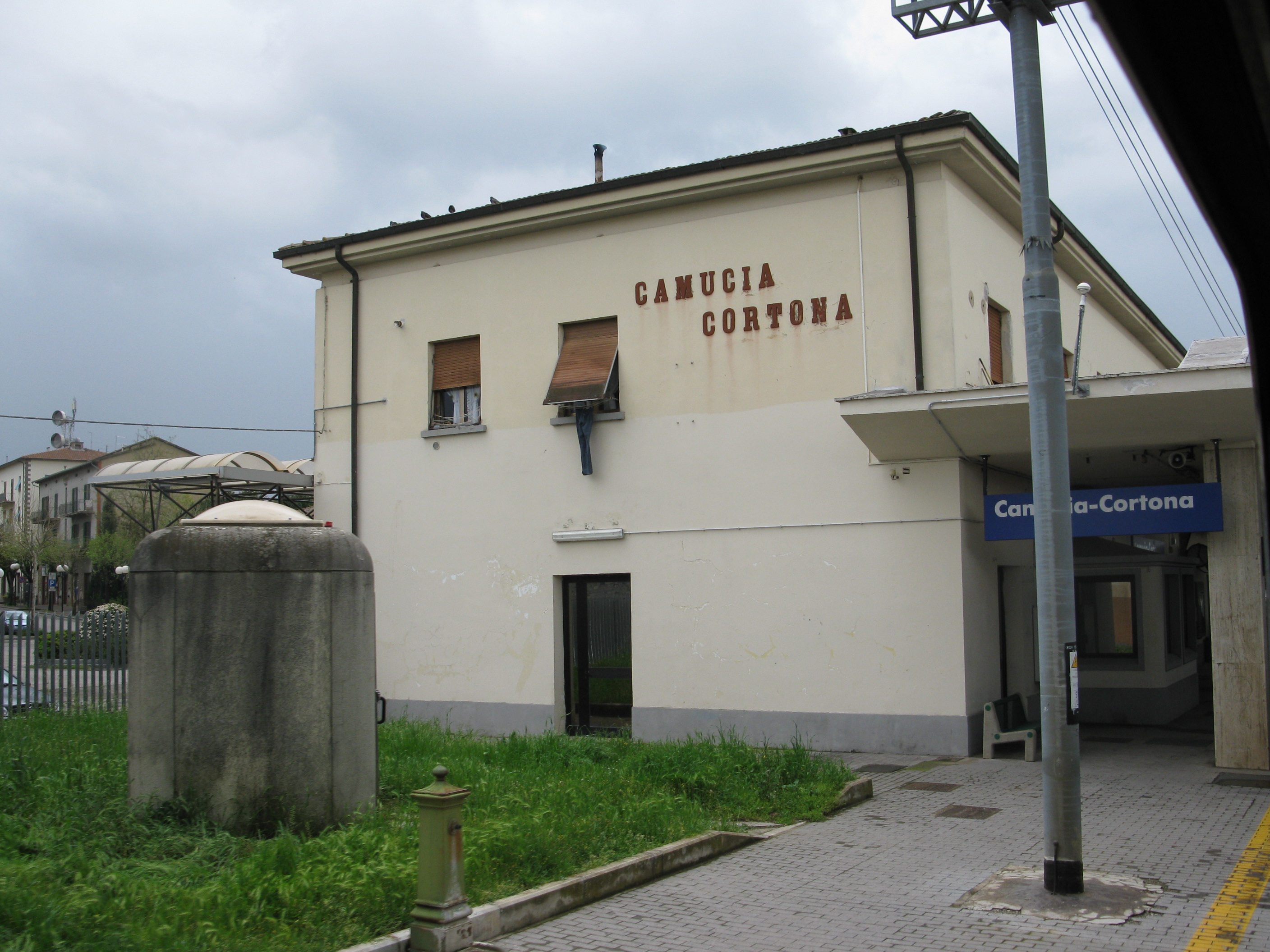
Station